# 原尻束
原尻 束（はらじり つかね、1894年（明治27年）1月8日 - 1978年（昭和53年）7月13日）は、昭和期の農業経営者、実業家、政治家。衆議院議員、大分県大野郡緒方村長。

## 経歴
大分県大野郡牧口村雨堤（清川村雨堤を経て現豊後大野市）で生まれる。成人後、同郡緒方村大字井上（緒方町を経て現:豊後大野市）の原尻家の養子となる。大分師範学校専攻科を卒業し郡内で代用教員となる。その後、上京して東京物理学校（現東京理科大学）高等師範科で学んだが、1925年（大正14年）中退して近衛騎兵連隊に入隊。除隊後に帰郷し、農業を営む。
1931年（昭和6年）緒方村収入役に就任。1929年（昭和14年）緒方村長となる。食料増産、銃後防衛の強化に尽力し4年間在任した。その後、終戦まで米穀多収穫、農村問題の解決などの研究に取り組む。その他、緒方村銃後々援会長、大野郡三重区司法保護委員会参事なども務めた。
戦後、日本農民党を結成し農村開放を主張。1946年（昭和21年）4月の第22回衆議院議員総選挙で大分県全県区から出馬して当選し、衆議院議員に1期在任した。この間、協同民主党政策調査会復興部長などを務めた。その後、公職追放となった。
1950年（昭和25年）報徳土建を設立して初代代表取締役社長に就任。1955（昭和30年）緒方町議会議員に選出され1期在任した。

## 国政選挙歴
- 第19回衆議院議員総選挙（大分県第1区、1936年2月、中立）落選[6]
- 第20回衆議院議員総選挙（大分県第1区、1937年4月、中立）落選[7]
- 第21回衆議院議員総選挙（大分県第1区、1942年4月、非推薦）落選[8]
- 第22回衆議院議員総選挙（大分県全県区、1946年4月、日本農民党）当選[4]